# Tour de Falhiès
La Tour de Falhiès ou de Faliès  est une ancienne tour carrée construite avant le XIe siècle à 920 mètres d'altitude, en bordure du plateau du Coyan, dominant la vallée de la Jordanne, sur la commune de Velzic dans le Cantal.

## Description
Tour carrée, sur le même modèle que celles du château Saint-Étienne d'Aurillac, de Saint-Simon, de Naucelles, faisant partie d'un réseau de guet et de défense mis en place par l'abbaye d'Aurillac afin de prévenir des incursions vikings par la vallée de la Dordogne. Ce système a été reconstitué visuellement en 1986 avec des fumigènes enflammés au sommet du Château Saint-Étienne d'Aurillac, au sommet de la Tour de Saint-Simon et à la Tour de Falhiès, et il fonctionne parfaitement.
Les restes subsistants datent du XIe siècle, avec un bel appareillage de pierres de taille. Les dimensions extérieures de la tour sont d'environ 8 mètres sur 8, avec 1,80 m d'épaisseur de murs. Elle comprenait au moins quatre étages, avec un accès au 1er étage par une échelle qu'on retirait. Un boyau de pierre, dans l'épaisseur d'un mur, permettait la montée et la descente facile de nourriture ou d'objets de nécessité. Il reste l'entrée de ce canal sur la façade extérieure Nord.
La Tour faisait l'angle de fortifications en forme de coquille Saint-Jacques, avec une tourelle avancée, au-dessus du chemin d'accès. Les ruines d'un bâtiment annexe, à quelques mètres au Nord de la Tour, contiennent les restes d'un four à pain.

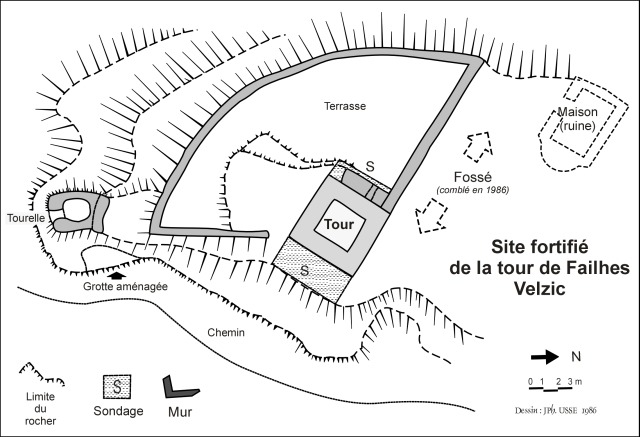
Relevé topographique du site défensif de Falhiès.

## Historique
On ne sait pas à partir de quand l'abbaye d'Aurillac a inféodé cette tour. Bruno Phalip, dans Seigneurs et bâtisseurs en Haute-Auvergne et Brivardois entre le XIe et le XVe siècle, signale que Faliès, commune de Velzic, est « une tour de plan carré et les vestiges d'un château construit au XIIIe siècle », mais on ignore à cette époque, et pendant les deux siècles suivants, quelle était la famille des seigneurs qui avaient fait construire ce second château. S'agissait-il des seigneurs de Velzic?
Le fief de Velzic est un démembrement de celui de Laroquevieille qui avait été donné à la famille de Montal avec le pouvoir d'y bâtir un château ayant droit de guet, l'autre partie appartenait à la famille de Tournemire des seigneurs de La Peyre-en-Jordanne à Lascelle, château qui consistait aussi en une ancienne tour carrée. En 1451, Aymeric de Montal vend la seigneurie de Velzic à Philippe de Tourdes (Tordes), chevalier, frère de Pierre de Tourdes, bourgeois d'Aurillac, lieutenant de Josselin Dubois, chevalier, bailli royal des Montagnes d'Auvergne.
Le premier propriétaire connu du fief est postérieur de deux siècles :
- Géraud Labeau, consul d'Aurillac, qui eut pour fils :
- Pierre de Falhiès (Faliets), marié le 8 février 1571 avec Agnès de Tourdes, fille de Jean de Tourdes, seigneur de Velzic, et de Gaillarde de Caissac[3], qui lui donna au moins un fils N., et une fille Antoinette de Falhiès, mariée avec Georges Bessière, dont la descendance subsiste aujourd'hui. Agnès de Tourdes plaide le 11 novembre 1582 contre sa sœur aînée Antoinette de Lastic[4], devant la Cour des Grands-Jours d'Auvergne sur la validité du testament de leur père tué en avril 1540 sur les remparts d'Aurillac en repoussant avec succès une des premières attaques des bandes calvinistes.
- Guillaume de Falihès, petit-fils de Pierre, vend en 1689 son château et domaine de Falhiès à la famille de Frayssi de Veyrac. Il la transmettra par succession à la famille de Sénezergues, puis à celle de Lacarrière.

(...)

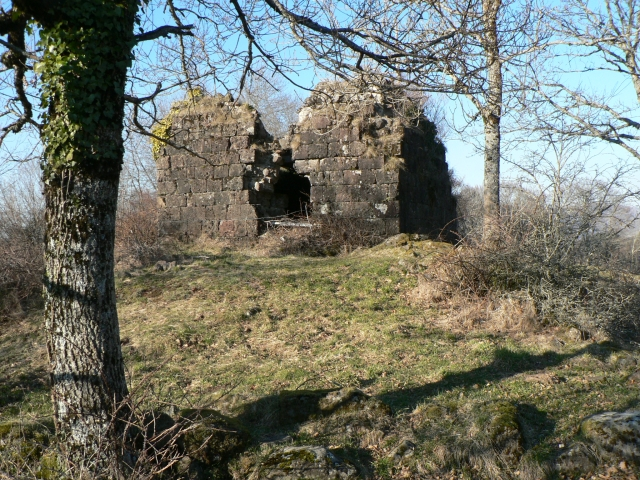
Vestiges actuels de la tour.

- Pierre Lacarrière, fils de Géraud II Lacarrière et Jeanne de Verdier, arrière-petit-fils d'autre Géraud Lacarrière, qui fut député en 1579 aux États généraux de Haute-Auvergne, était seigneur de la Tour de Falhiès dans la deuxième moitié du XVIIe siècle. Son fils :
- Géraud III Lacarrière de la Tour (1674-1754), se marie avec Marie-Thècles de Sénezergues qui lui donne au moins trois fils :
  - Guillaume Lacarrière, conseiller au Présidial puis au bailliage d'Aurillac, qui épouse en 1736 Philiberte de Passefons de Carbonat, fille de Joseph, seigneur de Carbonat, avec dispense de consanguinité du 4e degré.
  - Jean-François de Lacarrière de La Tour,
  - Géraud IV de Lacarrière de La Tour, seigneur de la Tour de Falhiès, se maria avec Marie Mastamjoux, qui lui donne six enfants dont :
- Guillaume de Lacarrière de la Tour de Falhiès, lieutenant général, qui préside l'assemblée chargée d'élire les députés aux États généraux. Homme probe, ami des pauvres, il montre beaucoup de bon sens pendant la période révolutionnaire. Le conventionnel  Carrier le fait emprisonner comme « aristocrate caché et dangereux ». Il se marie en 1776 avec Louise Daudin, fille de Joseph et de Jeanne-Marie de Dourdou de Pierrefiche, qui lui donne deux filles et un fils :
- Arsène Lacarrière-Latour, né en 1778, sera un aventurier et un visionnaire. Soldat glorieux au service des États-Unis, architecte et fondateur de la ville de  Baton Rouge en  Louisiane, lié aux flibustiers du Golfe du Mexique. Il était très lié au Général Jackson, qui devint président des États-Unis. Il était à ses côtés lors de la IIe guerre d'Indépendance des États-Unis. Il revint mourir dans le Cantal en 1837.
- En 1885, la Tour de Falhiès était encore habitée. Y mourait Marthe Désirée  Roger-Ducos (1822-1855), femme du docteur Jean-Antoine Capelle de Puechjean (1813-1897), originaire du château de Clavières de Velzic. Elle-même était très fortunée, puisqu'elle était la petite-fille du 3e Consul de la République (avec Sieyès et Bonaparte qui avait signé le contrat de mariage de ses parents) et par sa mère du  baron Jean-Baptiste Perret (1762-1843). Le docteur se consola et se remaria l'année suivante avec Marie-Antoinette Baudière, plus jeune que lui de quarante ans, qui lui donna une fille : Marie-Amélie Capelle de Puechjean qui vécut à Falhiès. Après sa mort, La Tour et ses dépendances furent abandonnées.

Au début du XXe siècle, les pierres furent volées. Plusieurs granges alentour ont été construites avec les pierres de la tour.

## Visites
Entre 1983 et 1988, des spectacles son et lumière ont été organisés dans ce lieu très isolé. Une croix de pierre a été élevée en 1983, dominant le plateau, face au Coyan. Un chantier d'archéologie y a été organisé par la SARA, Société d'Archéologie de la Région d'Aurillac.
La Tour de Falhiès est un point de passage de la Route Saint-Géraud, créée en 1992 pour rappeler le souvenir de saint Géraud, à travers les hauts lieux de sa vie, dans le Cantal, l'Aveyron et le Lot.